# إيرف بورتر
إيرف بورتر (بالإنجليزية: Irv Porter)‏ هو لاعب كرة قاعدة أمريكي، ولد في 17 مايو 1888 في لين في الولايات المتحدة، وتوفي بنفس المكان في 20 فبراير 1971.

## وصلات خارجية
- إيرف بورتر على موقعبيزبول رفرنس.كوم (الدوري الرئيسي) (الإنجليزية)
- إيرف بورتر على موقعبيزبول رفرنس.كوم (الدوري الثانوي) (الإنجليزية)